# Nemertesia tropica
Nemertesia tropica is een hydroïdpoliep uit de familie Plumulariidae. De poliep komt uit het geslacht Nemertesia. Nemertesia tropica werd in 2007 voor het eerst wetenschappelijk beschreven door Ramil & Vervoort. 